# Den usynlige mands erindringer
Den usynlige mands erindringer (eng: Memoirs of an Invisible Man) er en amerikansk gyserkomediefilm fra 1992 instrueret af John Carpenter og baseret på H.F. Saints roman af samme navn. Filmen har Chevy Chase i titelrollen som den usynlige mand Nick Halloway.

## Medvirkende
- Chevy Chase .... Nick Halloway
- Daryl Hannah .... Alice Monroe
- Sam Neill .... David Jenkins
- Michael McKean .... George Talbot
- Stephen Tobolowsky .... Warren Singleton
- Jim Norton .... Dr. Bernard Wachs
- Pat Skipper .... Morrissey
- Paul Perri .... Gomez
- Richard Epcar .... Tyler
- Steven Barr .... Clellan
- Gregory Paul Martin .... Richard
- Patricia Heaton .... Ellen